# Syuggewarden
Syuggewarden ist als Bauerschaft ein Ortsteil von Burhave in der Gemeinde Butjadingen im Landkreis Wesermarsch.

## Geschichte
Syuggewarden befindet sich auf einer Wurt. Zur Bauerschaft Syuggewarden gehören Eiding, Syuggewarder Wisch, Schütting und Burhaver Mitteldeich. Die erste Erwähnung Syuggewardens war im Jahr 1315 als „Singenwerthe“.

## Demographie
| Jahr | Einwohner     |
| ---- | ------------- |
| 1581 | 12 Wehrmänner |
| 1679 | 31 Familien   |
| 1762 | 90            |
| 1783 | 100           |
| 1815 | 151           |
| 1895 | 137           |
| 1925 | 128           |
| 1950 | 155           |
| 1961 | 90            |
| 1970 | 81            |